# Моран, Руберт
Диксон Руберт Мора́н Пулео (исп. Dickson Ruberth Morán Puleo; 11 августа 1973, Мерида) — венесуэльский футболист, нападающий, футбольный тренер. Выступал за сборную Венесуэлы.

## Биография

### Клубная карьера
Начал взрослую карьеру в родном городе в клубе «Эстудиантес де Мерида». В последующие годы играл в чемпионате Венесуэлы за «Минервен», «Атлетико Сулия», а также несколько раз возвращался в родную команду. В составе «Атлетико Сулия» в сезоне 1997/98 завоевал свой первый чемпионский титул. В сезоне 1999 в составе «Эстудиантес де Мерида» стал четвертьфиналистом Кубка Либертадорес и одним из лучших бомбардиров турнира с 6 голами.
В сезоне 1999/00 впервые уехал в иностранный клуб — испанскую «Кордову», однако за 11 матчей в Сегунде отличиться не сумел.
В первой половине 2000-х годов снова выступал на родине в командах «ИталЧакао», «Эстудиантес де Мерида», «Депортиво Тачира», «Маракайбо».
В 2004 году перешёл в колумбийский «Атлетико Букараманга», затем выступал в Аргентине за «Архентинос Хуниорс», в Норвегии за «Одд Гренланд» и в Колумбии за «Кукута Депортиво». Ни в одном из своих зарубежных клубов не забил ни одного гола в официальных матчах. С клубом «Кукута Депортиво» стал чемпионом Колумбии в осенней части сезона 2006 года, однако сыграл за клуб только три (по другим данным, четыре) матча.
В 2007 году снова вернулся в Венесуэлу. В сезоне 2007/08 с клубом «Депортиво Тачира» стал чемпионом страны. В 2009 году завершил игровую карьеру из-за травмы мениска, последний матч провёл 15 марта 2009 года в составе «Эстудиантес де Мерида» против «Каракаса».
Всего в чемпионатах Венесуэлы забил 111 голов, в том числе 79 голов — в составе «Эстудиантес де Мерида». Является вторым бомбардиром своего клуба за всю историю после уругвайского легионера Хосе Кьядзаро (117), игравшего в 1970-1980е годы.

### Карьера в сборной
Выступал за олимпийскую сборную Венесуэлы.
В национальной сборной дебютировал 27 марта 1996 года в матче против Гватемалы. Участник двух финальных турниров Кубка Америки — в 1999 году (3 матча) и 2004 году (3 матча, 1 гол).
Всего за сборную сыграл 65 матчей и забил 14 голов (по другим данным — 61 матч и 15 голов, а также 1 неофициальный матч и 1 гол). По состоянию на 2017 год входит в десятку лучших игроков в истории сборной по числу матчей и голов.

#### Голы за сборную
| Гол | Дада            | Стадион                                           | Соперник       | Счёт | Результат | Турнир                    |
| --- | --------------- | ------------------------------------------------- | -------------- | ---- | --------- | ------------------------- |
| 1.  | 2 октября 1996  | Эстадио Агустин Товар, Баринас, Венесуэла         | Коста-Рика     | 2-0  | 2-0       | Товарищеский матч         |
| 2.  | 15 июня 1999    | Пуэбло-Нуэво, Сан-Кристобаль, Венесуэла           | Эквадор        | 3-0  | 3-2       | Товарищеский матч         |
| 3.  | 28 июня 2000    | Пуэбло-Нуэво, Сан-Кристобаль, Венесуэла           | Боливия        | 2-0  | 4-2       | Отборочный турнир ЧМ-2002 |
| 4.  | 5 июля 2000     | Эстадио Текнологико, Монтеррей, Мексика           | Мексика        | 1-0  | 1-2       | Товарищеский матч         |
| 5.  | 14 августа 2001 | Эстадио Хосе Паченчо Ромеро, Маракайбо, Венесуэла | Уругвай        | 1-0  | 2-0       | Отборочный турнир ЧМ-2002 |
| 6.  | 6 октября 2001  | Пуэбло-Нуэво, Сан-Кристобаль, Венесуэла           | Перу           | 3-0  | 3-0       | Отборочный турнир ЧМ-2002 |
| 7.  | 8 ноября 2001   | Пуэбло-Нуэво, Сан-Кристобаль, Венесуэла           | Парагвай       | 1-0  | 3-1       | Отборочный турнир ЧМ-2002 |
| 8.  | 12 июля 2004    | Эстадио Мансиче, Трухильо, Перу                   | Боливия        | 1-0  | 1-1       | Кубок Америки 2004        |
| 9.  | 9 октября 2004  | Эстадио Хосе Паченчо Ромеро, Маракайбо, Венесуэла | Бразилия       | 1-5  | 2-5       | Отборочный турнир ЧМ-2006 |
| 10. | 9 октября 2004  | Эстадио Хосе Паченчо Ромеро, Маракайбо, Венесуэла | Бразилия       | 2-5  | 2-5       | Отборочный турнир ЧМ-2006 |
| 11. | 14 октября 2004 | Пуэбло-Нуэво, Сан-Кристобаль, Венесуэла           | Эквадор        | 2-1  | 3-1       | Отборочный турнир ЧМ-2006 |
| 12. | 14 октября 2004 | Пуэбло-Нуэво, Сан-Кристобаль, Венесуэла           | Эквадор        | 3-1  | 3-1       | Отборочный турнир ЧМ-2006 |
| 13. | 17 ноября 2004  | Монументаль, Буэнос Айрес, Аргентина              | Аргентина      | 1-1  | 2-3       | Отборочный турнир ЧМ-2006 |
| 14. | 8 июня 2005     | Национальный стадион, Сантьяго, Чили              | Чили           | 1-2  | 1-2       | Отборочный турнир ЧМ-2006 |
| 15. | 28 марта 2007   | Эстадио Хосе Паченчо Ромеро, Маракайбо, Венесуэла | Новая Зеландия | 5-0  | 5-0       | Товарищеский матч         |

### Тренерская карьера
Непродолжительное время возглавлял клубы «Депортиво Ансоатеги» (2014) и «Эстудиантес де Мерида» (2016).

## Достижения
- Чемпион Венесуэлы (2): 1997/98, 2007/08
- Чемпион Колумбии: 2006 (Торнео Финалисасьон)
- Лучший бомбардир Кубка Либертадорес: 1999 (6 голов)